# Viaje de generación
Viaje de generación es una película mexicana de comedia y romance dirigida por Alejandro Gamboa y estrenada el 5 de octubre de 2012.

## Sinopsis
Trata sobre el viaje de graduados de un grupo de preparatoria, el cual decide ir a Puerto Vallarta, Jalisco. A lo largo del viaje el grupo hace frente a diversas situaciones que van alterando su manera de convivir entre sí.